# Solanum heteracanthum
Solanum heteracanthum är en potatisväxtart som beskrevs av Michel Félix Dunal. Solanum heteracanthum ingår i släktet skattor som ingår i familjen potatisväxter. Inga underarter finns listade i Catalogue of Life.